# José Longinos Ellauri
José Longinos Ellauri Fernández (Montevideo, 14 de marzo de 1789 - Montevideo, 21 de noviembre de 1867) fue un político y jurista uruguayo de larga trayectoria.

## Biografía
Hijo de Juan de la Cruz de Ellauri Ugarte y Petrona Antonia Fernández Ximénez. Casado con Francisca Obes y Álvarez. Muy joven (1805) se trasladó a Buenos Aires para iniciar su formación en leyes y teología, que completará en la Universidad Mayor Real y Pontificia San Francisco Xavier de Chuquisaca. Luego de una breve participación en el movimiento emancipador de 1811, regresará a Buenos Aires, desde donde retornará al Uruguay recién en 1824.
Permaneció en Montevideo guardando una actitud neutral durante la Cruzada Libertadora de 1825 a 1828. Al término de la misma, sería elegido diputado por Montevideo a la Asamblea General Constituyente y Legislativa del Estado que estipulaba la recientemente firmada Convención Preliminar de Paz.
Fue el Secretario de la Comisión Especial encargada de la redacción del proyecto de Constitución para el nuevo estado, presentando el proyecto que sirvió de base a los debates. Este proyecto trasladaba casi literalmente a la Constitución Argentina de 1826 promulgada durante el gobierno de Bernardino Rivadavia, y que había recibido el rechazo casi unánime de las Provincias Unidas del Río de la Plata, exceptuando a la  Provincia Oriental.
La Constitución de 1830, producto final de los debates de la Asamblea Constituyente, tiene por tanto en Ellauri uno de sus artífices más notorios.
Integró un grupo llamado popularmente «Los cinco hermanos» que ejerció una importante influencia en la administración del naciente estado entre los que se contaba (además de Ellauri) Nicolás Herrera, Lucas Obes, Juan Andrés Gelly, Julián Álvarez y posteriormente Santiago Vázquez.
Tras estos acontecimientos, fue dos veces ministro de Gobierno y Relaciones Exteriores por breve tiempo en 1830. En 1834 asumió como diputado de 2.ª legislatura de la Representantes de Uruguay representando a Montevideo, puesto que ocupó hasta 1837. Dos años más tarde ocupó el cargo de fiscal general del Estado.
Por tercera vez será ministro de Gobierno y Relaciones Exteriores en febrero de 1839, aunque por poco tiempo, ya que sería designado como enviado extraordinario y ministro plenipotenciario de la República, partiendo hacia Europa, de donde solamente regresará en diciembre de 1855.
Brevemente ministro de Gobierno del presidente Gabriel Antonio Pereira en marzo de 1856, optó por el puesto de fiscal general del Estado que había debido resignar al momento de su partida en misión diplomática. Ocupó el cargo hasta 1857, en que renunciará por razones de salud, retirándose acto seguido de la vida pública.

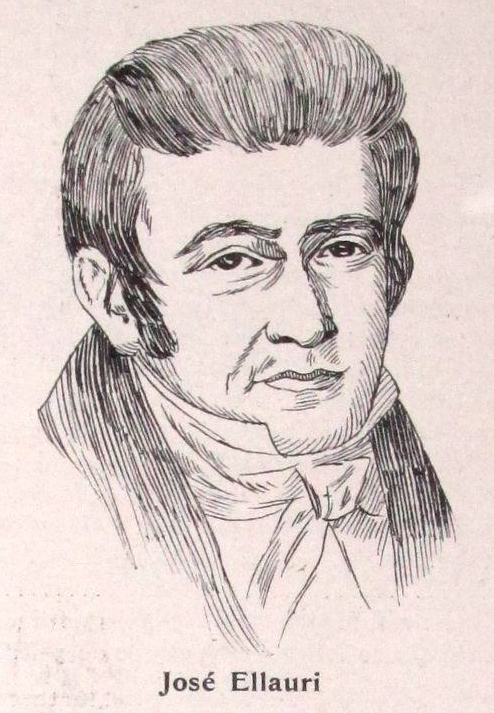
Ellauri.

Su hijo José Eugenio llegaría a asumir la Presidencia de la República.